# Luis María Marín Royo
Luis María Marín Royo (Tudela, Navarra, 12 de abril de 1946) es un escritor español especializado en historia costumbrista e historia postal a nivel de Tudela y Navarra principalmente.

## Biografía
Estudió bachillerato en el Colegio de lo Jesuitas de Tudela y de Javier. Titulado en electrónica se dedicó a la investigación histórica y, desde 1957, a la filatelia. En 1969 comenzó a estudiar la filatelia de Navarra y la Historia Postal, de la que es especialista.
El 20 de noviembre de 1975 fue nombrado "Cronista oficial de la ciudad de Tudela", por acuerdo municipal, cargo que desempeñó durante más de diez años.
En 2016 donó al Centro Asociado de la UNED en Tudela varios libros de su biblioteca particular.

## Obras y publicaciones
La investigación histórica y costumbrista sobre Tudela y Navarra, así como la historia postal son los principales temas tratados en su libros y artículos de los que se seleccionan algunos:
- "La Cultura en Tudela a lo largo de su historia” (2002) - ISBN 84-932174-3-3
- “La Tudela desconocida I - Aspectos recónditos en la Historia de la ciudad" (2002) - ISBN 84-609-7814-1
- “La Tudela desconocida II - Aspectos recónditos en la Historia de la ciudad" (2002) - ISBN 84-609-7813-3
- “La Tudela desconocida III - Aspectos recónditos en la Historia de la ciudad" (2003) - ISBN 84-609-7812-5
- "El habla en la ribera de Navarra - Vocabulario y expresiones usadas en la merindad de Tudela" (2006) - ISBN 84-235-8282-6
- “El fuero de Tudela - Unas normas de convivencia en la Tudela medieval para cristianos, moros y judíos" (2006) - ISBN 84-611-2910-5
- “La francesada en Tudela, seis años de saqueos y ruina” (2008) - ISBN 978 84-612-2747-1